# Girolimoni (Lettera aperta a favore del concittadino Gino G.)
Girolimoni (Lettera aperta a favore del concittadino Gino G.) è un album discografico del gruppo musicale italiano Presi per caso, pubblicato nel 2007 dalla Villa Musica.

## Il disco
Il disco è un omaggio alla memoria di Gino Girolimoni, fotografo romano accusato ingiustamente per il rapimento, lo stupro e l'omicidio di sette piccole bambine, avvenuti a Roma durante gli anni venti. Additato dai giornali dell'epoca come "mostro" e arrestato dalle pubbliche autorità, fu poi scagionato dalle accuse e rimesso in libertà senza troppo clamore. Girolimoni morì in povertà nel 1961, dopo aver perso tutto ed essere stato costretto a una vita da reietto.
Nonostante sia stata provata la sua innocenza, ancora oggi il nome di Girolimoni viene utilizzato (sebbene con meno frequenza di un tempo) come sinonimo di pedofilo a Roma e in altre parti d'Italia. Per questo motivo, il gruppo ha deciso di dedicare un CD ad una vicenda che "non è semplicemente la storia di un gravissimo e accertato errore giudiziario. È molto ma molto di più. [...] Per sgretolare questo clamoroso equivoco della memoria e restituire a un povero innocente, al suo nome degno di memoria, la vera autentica giustizia. La giustizia del ricordo".

## Tracce
Testi e musiche di Salvatore Ferraro.
1. Girolimoni – 4:40
2. Lettera aperta (a favore del concittadino Gino Girolimoni) – 4:58

Durata totale: 9:38

## Formazione

### Gruppo
- Claudio Bracci - chitarra
- Stefano Bracci - basso elettrico
- Salvatore Ferraro - chitarra e tastiera
- Nando Giuseppetti - batteria e percussioni
- Marco Nasini - voce

### Altri musicisti
- Pasquale Aprile - sassofono soprano e tenore
- Fabio Mancano - sassofono tenore